# Літківська сільська рада (Лугинський район)
Літківська сільська рада — колишня адміністративно-територіальна одиниця та орган місцевого самоврядування у Лугинському й Олевському районах Коростенської і Волинської округ, Київської і Житомирської областей Української РСР та України з адміністративним центром у с. Літки.

## Населені пункти
Сільській раді були підпорядковані населені пункти:
- с. Літки
- с. Великий Ліс

## Населення
Кількість населення ради, станом на 1923 рік, становила 1 578 осіб, кількість дворів — 329.
Кількість населення сільської ради, станом на 1924 рік, становила 1 654 особи.
Відповідно до результатів перепису населення СРСР, кількість населення ради, станом на 12 січня 1989 року, становила 1 039 осіб.
Станом на 5 грудня 2001 року, відповідно до перепису населення України, кількість мешканців сільської ради становила 768 осіб.

## Склад ради
Рада складалася з 15 депутатів та голови.

### Керівний склад сільської ради
| ПІБ                          | Основні відомості                                                                     | Дата обрання | Дата звільнення |
| ---------------------------- | ------------------------------------------------------------------------------------- | ------------ | --------------- |
| Кучерявий Валерій Васильович | Сільський голова, 1965 року народження, освіта, член Української Народної Партії      | 26.03.2006   | 31.10.2010      |
| Кучерявий Валерій Васильович | Сільський голова, 1965 року народження, освіта вища, член Української Народної Партії | 31.10.2010   |                 |

Примітка: таблиця складена за даними джерела

## Історія
Створена 1923 року в складі сіл Глухова, Літки та Шеметиця Лугинської волості Коростенського повіту Волинської губернії. Станом на 17 грудня 1926 року на обліку числилися хутори Браки, Карандовка, Межилівка та залізнична станція Лугини. На 1 жовтня 1941 року х. Межилівка не перебував на обліку населених пунктів. З 1946 року с. Глухова значиться у підпорядкуванні Лугинської Другої сільської ради Лугинського району.
Станом на 1 вересня 1946 року сільська рада входила до складу Лугинського району Житомирської області, на обліку в раді перебували села Літки і Шеметиця та селище зал. станції Лугини (згодом — Станційне), хутори Браки і Карандівка не перебували на обліку населених пунктів.
2 вересня 1954 року, відповідно до рішення Житомирського облвиконкому № 1087 «Про перечислення населених пунктів в межах районів Житомирської області», до складу ради включено с. Великий Ліс Будо-Літківської сільської ради Лугинського району. 27 лютого 1961 року, відповідно до рішення Житомирського облвиконкому № 152 «Про проведення змін в адміністративно-територіальному поділі районів області», с. Шеметиця об'єднане з с. Літки.
На 1 січня 1972 року сільська рада входила до складу Лугинського району Житомирської області, на обліку в раді перебували села Великий Ліс та Літки.
17 квітня 1997 року с. Станційне офіційно взяте на облік з підпорядкуванням Лугинській селищній раді.
Виключена з облікових даних 17 липня 2020 року. Територію та населені пункти ради, відповідно до розпорядження Кабінету Міністрів України № 711-р від 12 червня 2020 року «Про визначення адміністративних центрів та затвердження територій територіальних громад Житомирської області», включено до складу Лугинської селищної територіальної громади Коростенського району Житомирської області.
Входила до складу Лугинського (7.03.1923 р., 8.12.1966 р.) та Олевського (30.12.1962 р.) районів.